# Loewiola centaureae
Loewiola centaureae är en tvåvingeart som först beskrevs av Hugh Low 1875.  Loewiola centaureae ingår i släktet Loewiola och familjen gallmyggor. Inga underarter finns listade i Catalogue of Life.